# Лось, Александр Иванович
Алекса́ндр Ива́нович Ло́сь (род. 27 января 1951, Днепропетровск) — советский, украинский и молдавский автогонщик, 4-х кратный чемпион СССР по автокроссу в классе «багги», многократный чемпион УССР, МССР и независимой Молдовы.
Автоспортом занялся в 1976 году в секции картинга автозавода Коммунар. В 1977 году автокросс на багги получил статус чемпионата СССР, и Лось, изготовив свой первый спортивно-кроссовый автомобиль, принял в нём участие. На этих соревнования он занял 7-е место, также выполнив норматив КМС.
- Становился чемпионом СССР в 1979 (класс II), 1982 (класс I), 1983 (класс I) и 1986 гг.
- Серебряный призёр Спартакиады народов СССР 1986 года.
- Бронзовый призёр Чемпионата СССР 1987 года.
- Чемпион Прибалтики 1979 и 1980 годов.

Спортивную карьеру завершил в 1998 году.
В 1999 году был избран Президентом Федерации Автоспорта Республики Молдова и переизбирался до 2003 года.